# Amphilina japonica
Amphilina japonica — вид паразитичних плоских червів ряду Амфилінідеї (Amphilinidea) класу Цестоди (Cestoda).

## Опис
Вид поширений у басейні річки Амур, Японії і Північній Америці. Його господарі — Acipenser schrenckii і Huso dauricus в Амурській області, Acipenser medirostris (= A. mikadoi) в Японії, і Acipenser medirostris в Північній Америці. Вид нагадує Amphilina foliacea, відмінності полягають у положенні гонодуктов і фолікулів. Майбутні дослідження можуть також, що ці два види скоріше варто розглядати як різні підвиди А. foliacea. Північно-американська форма була описана як окремий вид — А. bipunctata, але це більш-менш збігається з А. japonica. А. japonica досягає в довжину 73 мм і ширину 25 мм.